# BMW 3 Серії (E90)
П'яте покоління BMW 3 серії (внутрішнє позначення: E90 — седан, E91 — універсал, E92 — купе, E93 — кабріолет) — автомобілі преміум-класу середнього класо-розміру. Автомобіль представлений у 2005 році як наступник E46 на автосалоні в Женеві і вироблявся на заводах BMW в Мюнхені, Регенсбурзі, Лейпцизі, Росліні (Південна Африка) і Районзі (Таїланд). BMW E90 також виробляли BMW Brilliance Automotive в Шеньяні і Bavarian Auto Group на заводі в місті 6 Жовтня. Запуск автомобіля в виробництво відбувся 5 березня 2005 року. У 2012 році її замінила нова модель F30.
Всього виготовлено 3,076,085 автомобілів.

## Моделі
Перша модель серії на ринку був седан (E90). Шість місяців потому, у вересні 2005 року представлено версію універсала під назвою Touring (E91). У вересні 2006 року представлене купе (E92), а в березні 2007 року кабріолет (E93). У той час як останні два є чотирьохмісними, седан і універсал є п'ятимісними. У порівнянні з попередником (E46), E90 збільшився в розмірах - виріс в довжину на 8 см до 4,55 метра і завширшки на 3 см. Колісна база збільшилася на 3,5 см. Помітно змінився і дизайн BMW 3 серії. Для седана BMW E90 доступні ексклюзивні пакети Lifestyle, Sport, Exclusive Edition і M Sport Package.
Нова M3 з двигуном 4,0 V8 з'явилася восени 2007 року, спочатку тільки як купе. Навесні 2008 року представлено M3 з кузовом седан, а потім в версії кабріолет. E92 M3 GT2 - модифікація гоночного автомобіля для участі в гонках Ле-Ман (2010) після 11-річної перерви.

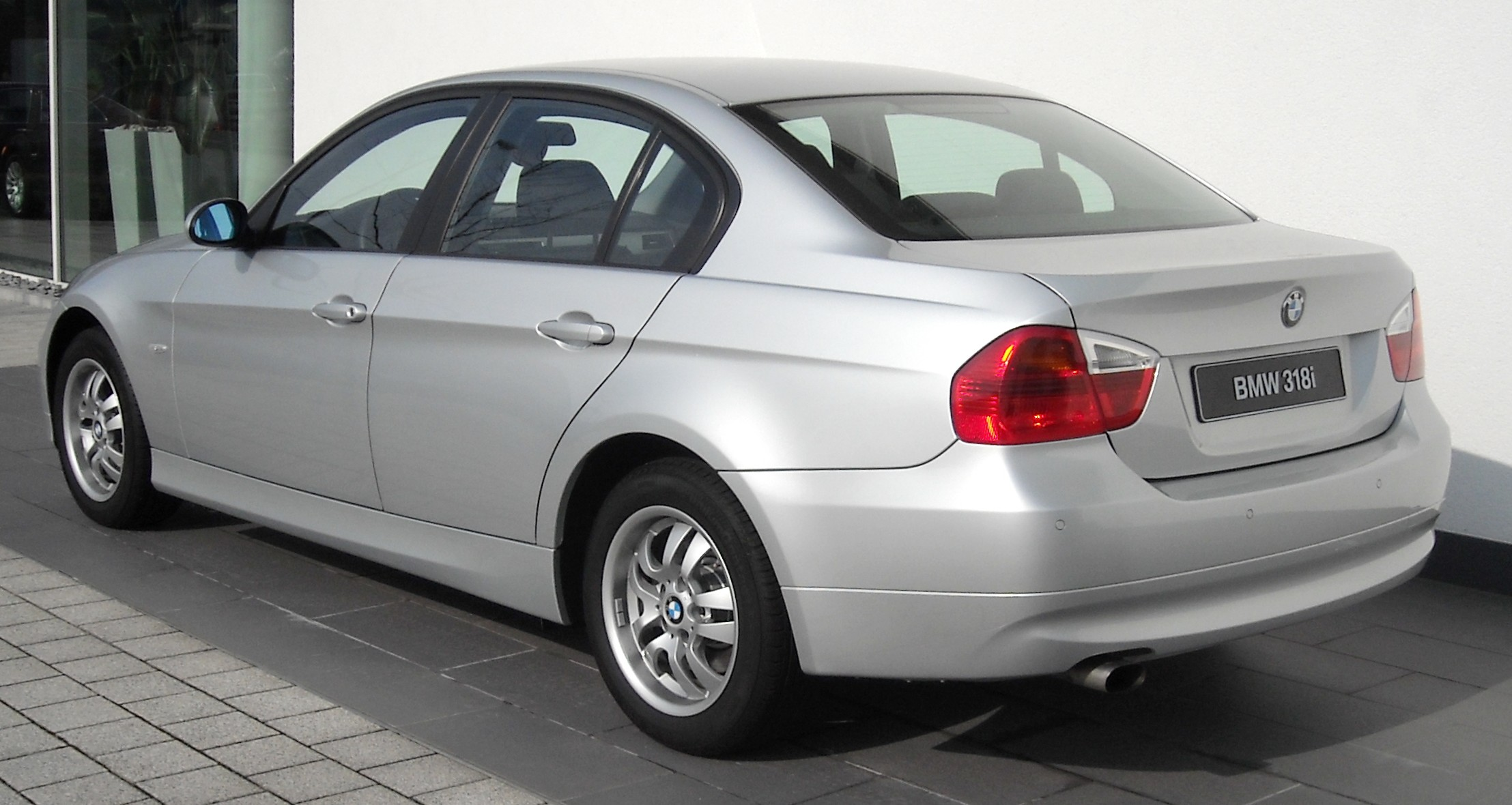
BMW E90 (2005-2008)
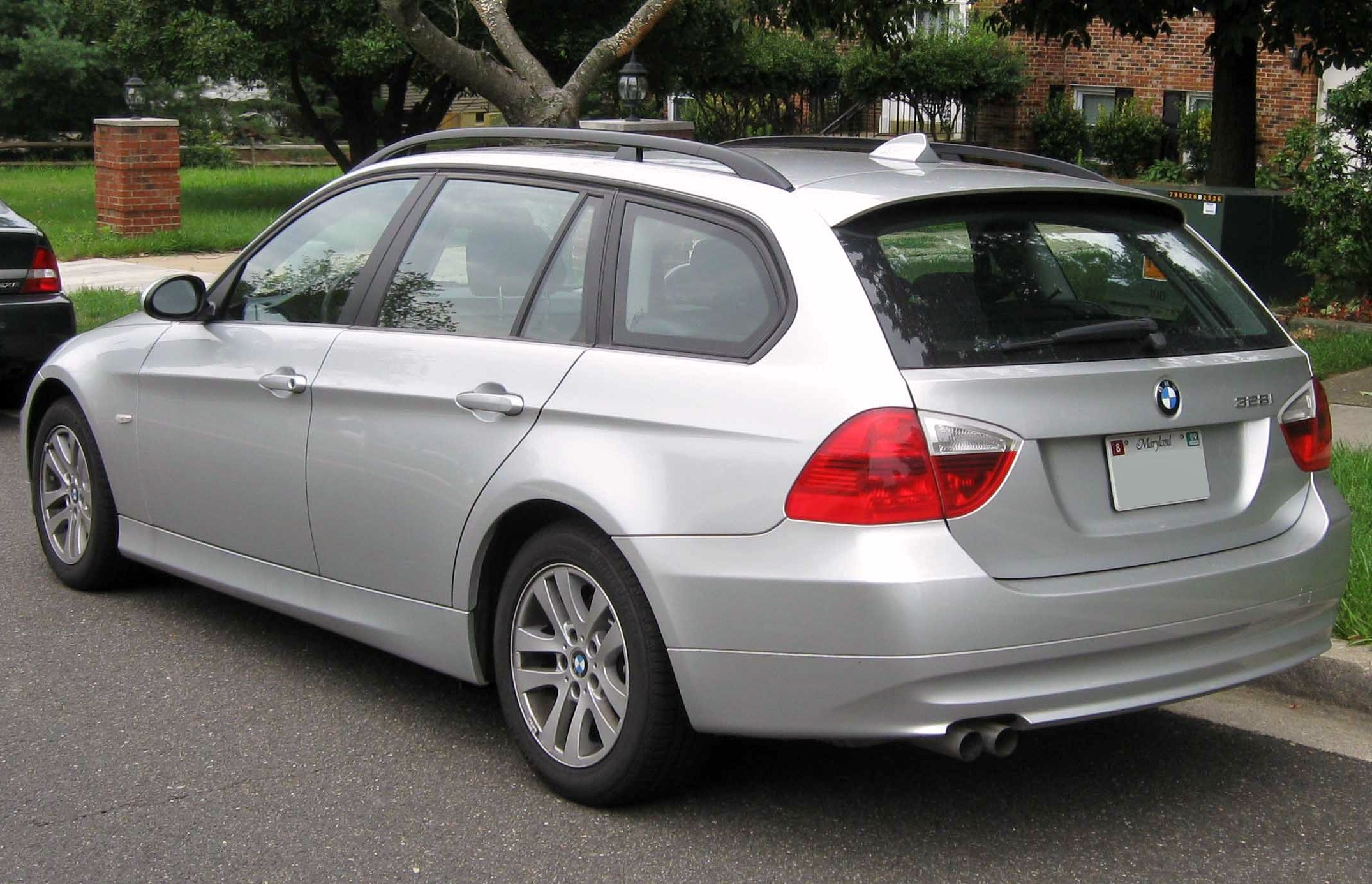
BMW E91 Touring (2005–2008)
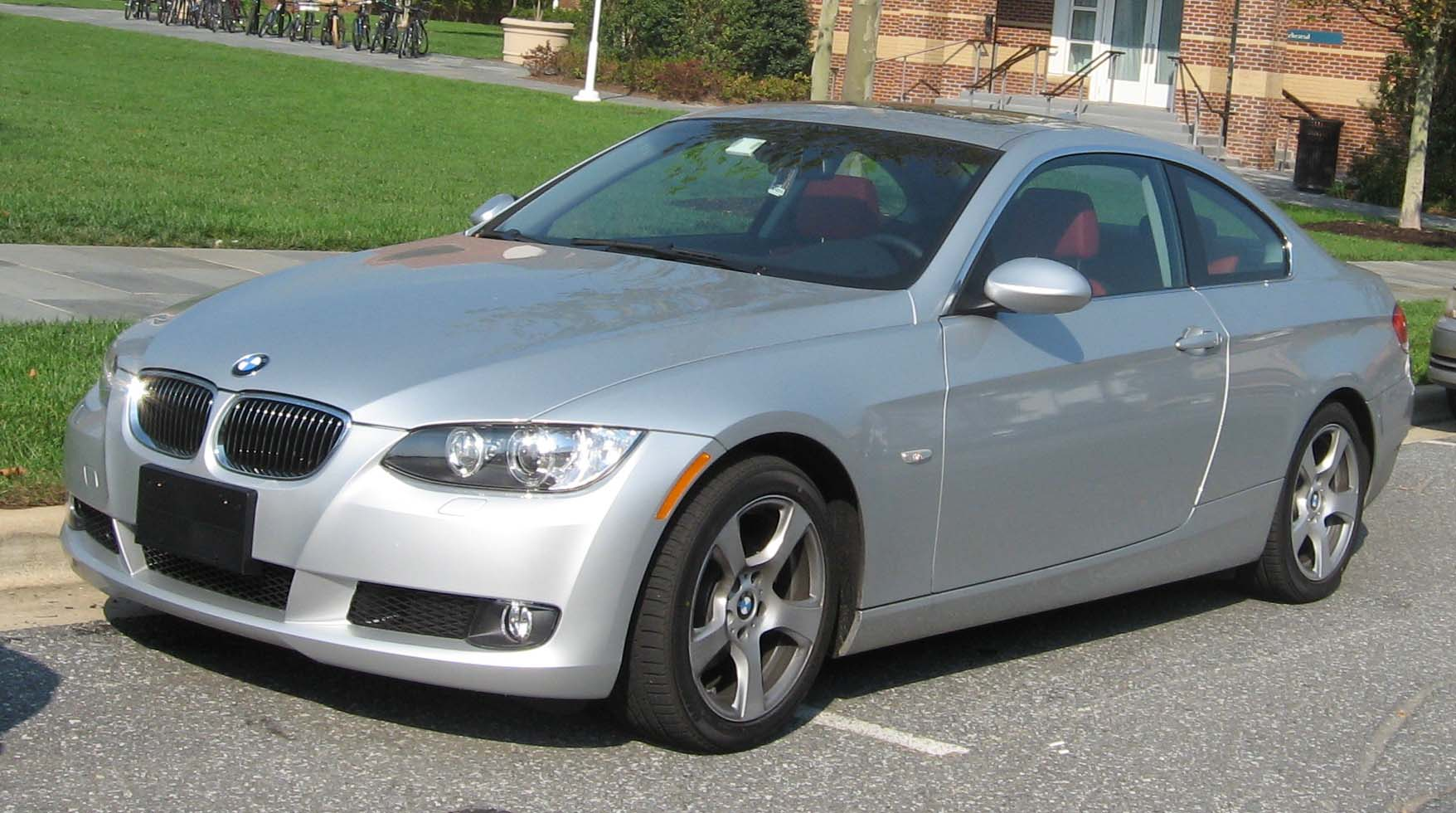
BMW E92 Coupé (2006–2010)
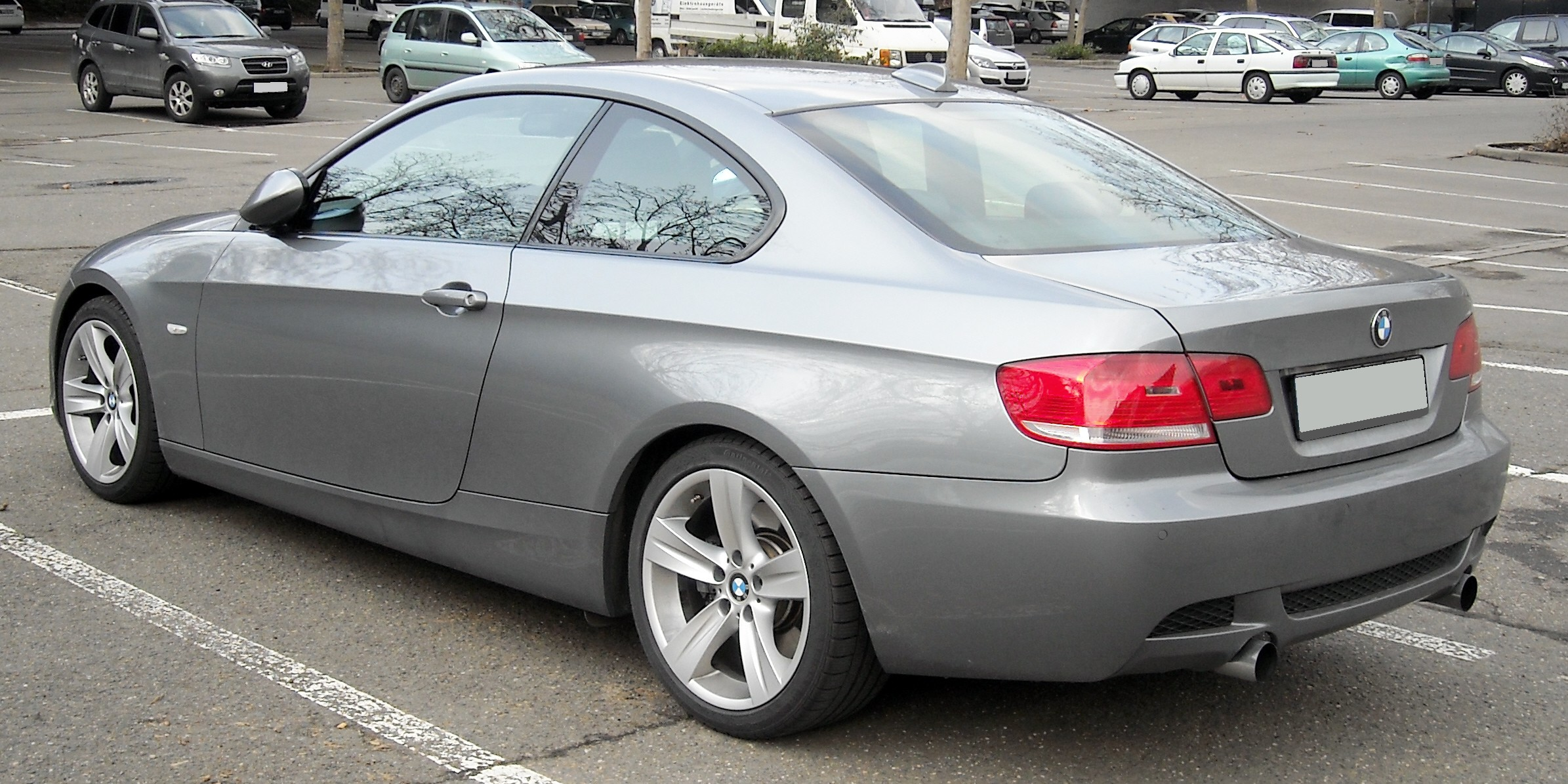
BMW E92 Coupé (2006–2010)
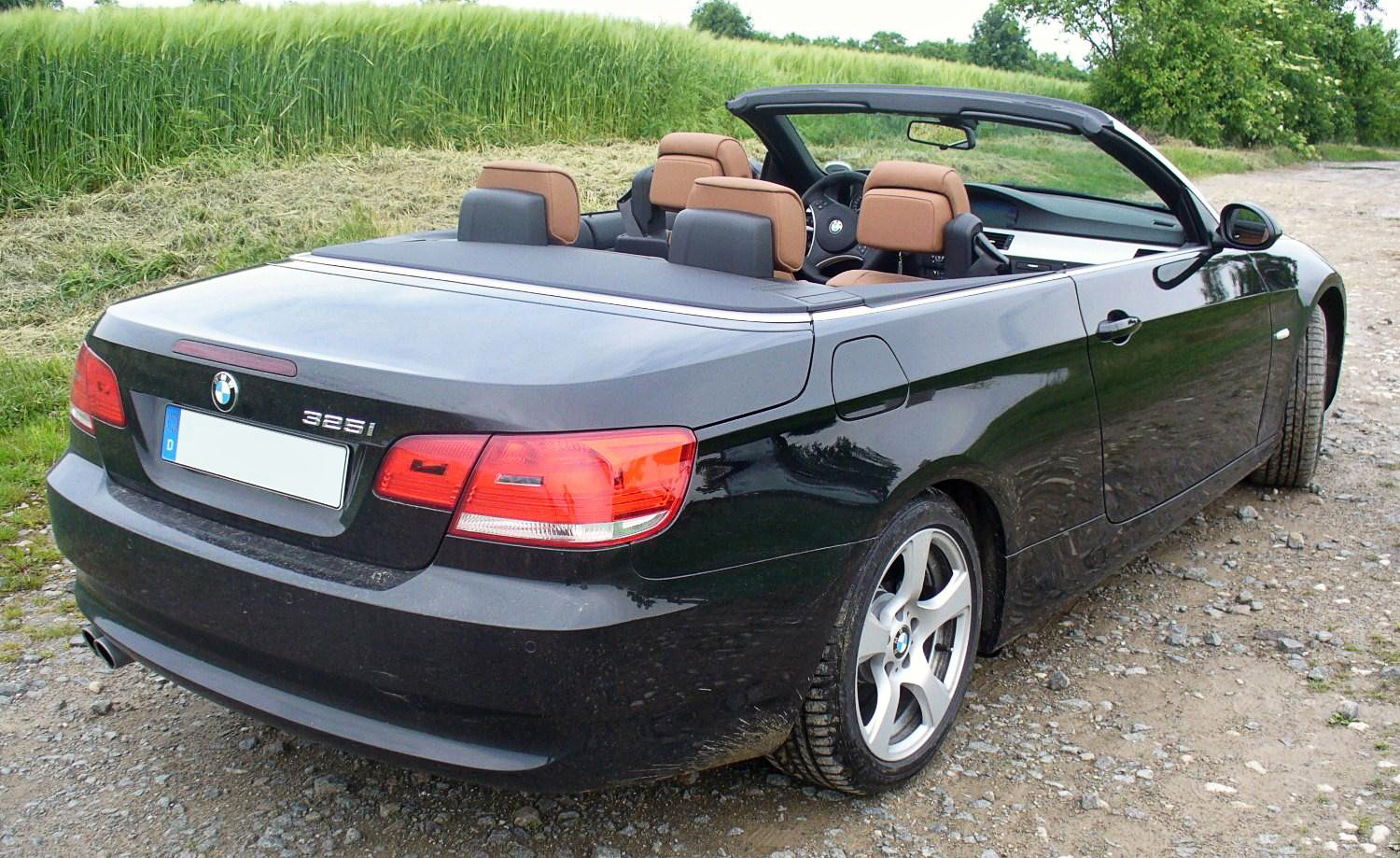
BMW E93 Cabriolet (2007–2010)
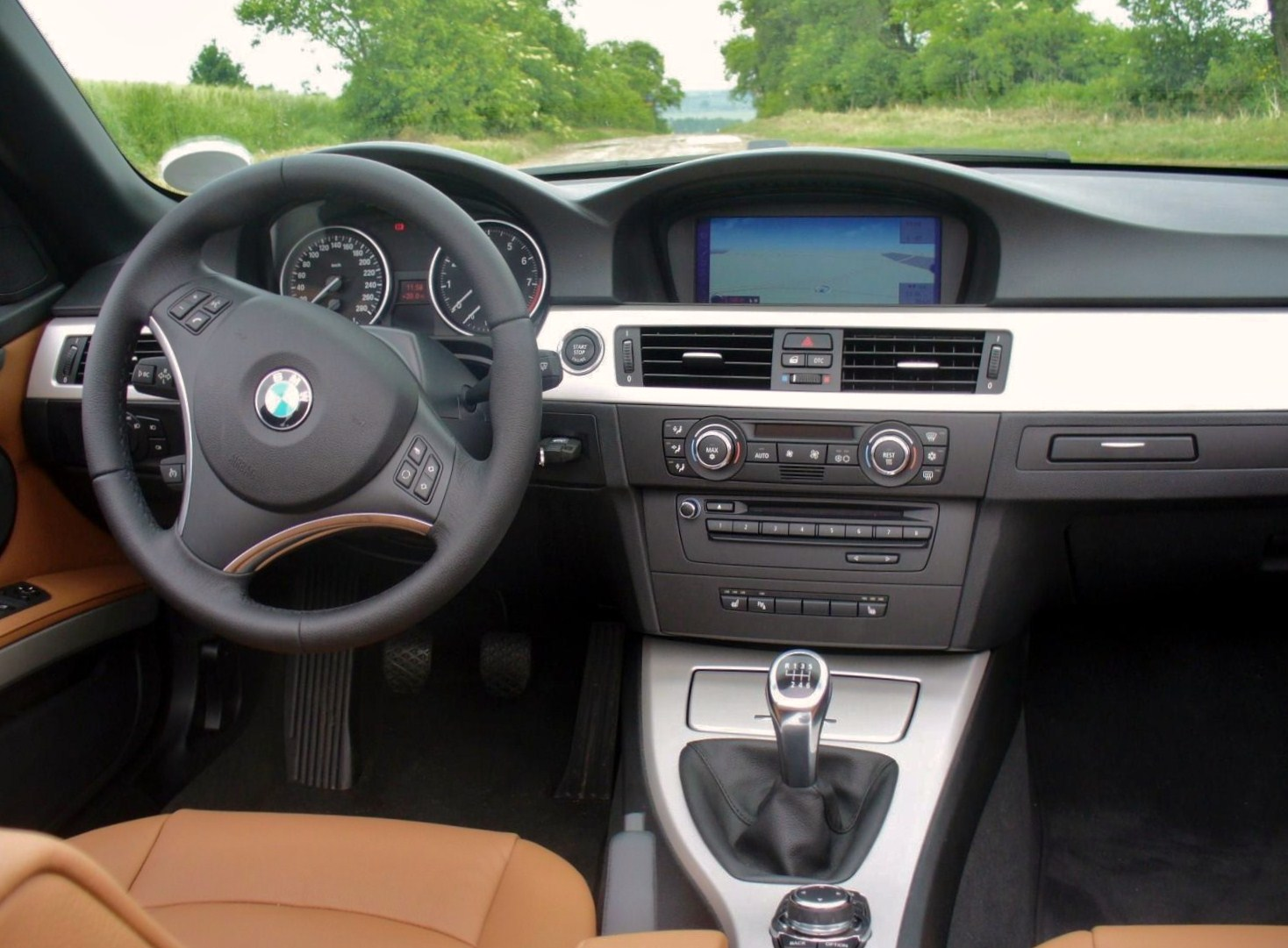

В осени 2008 року седан і універсал були модернізовані, купе і кабріолет - в березні 2010 року. Відмінності зовнішнього вигляду полягали в переробці:
- Передні і задні фари
- Бампери, пороги
- Решітка радіатора
- Дзеркала
- Задні двері

Всього за період з березня 2005 по грудень 2013 року було вироблено 3.005.300 автомобілів. У тому числі 1.824.849 седанів, 579.800 універсалів, 360.992 купе і 238.957 кабріолетів.

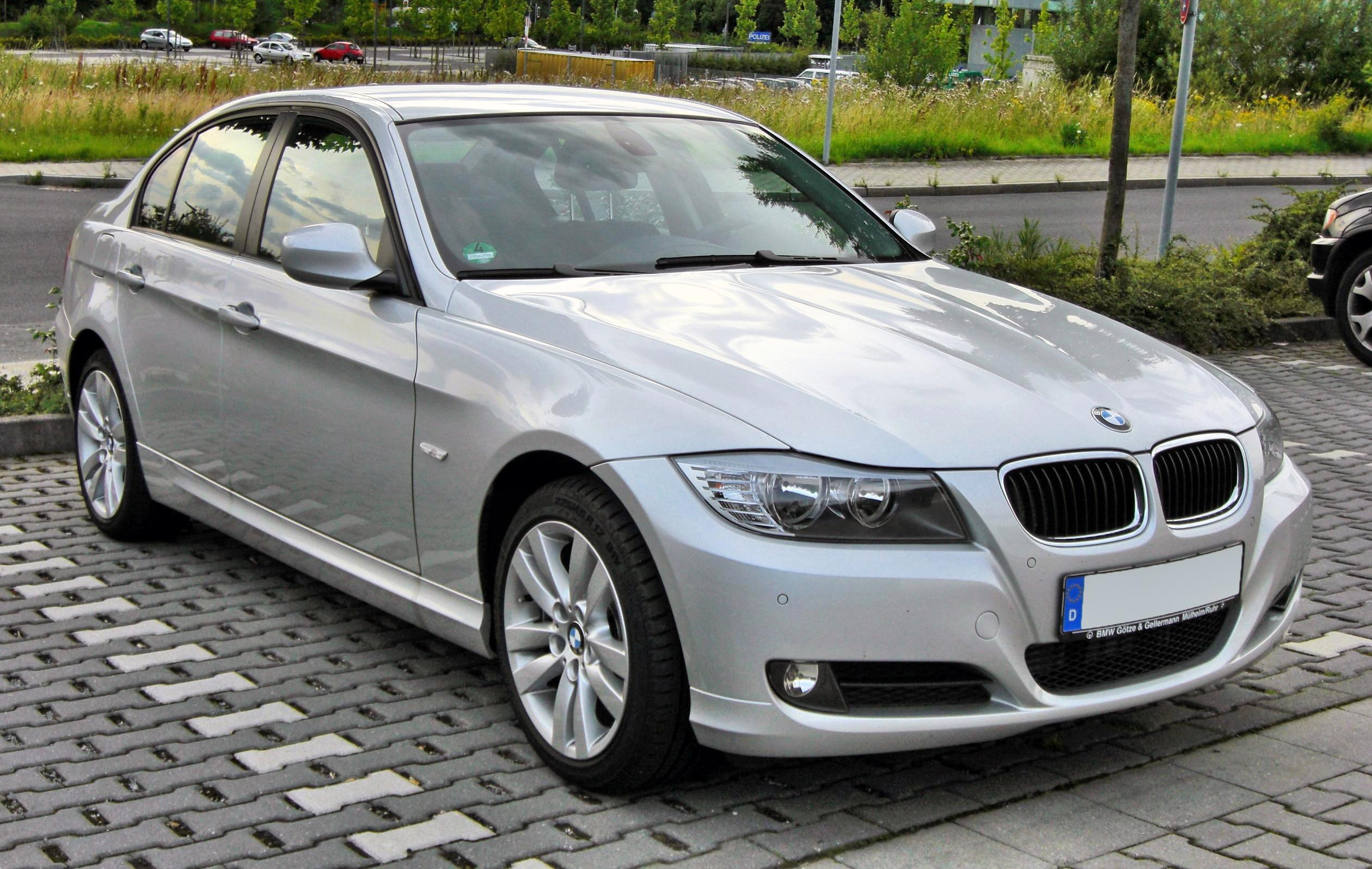
BMW E90 (2008–2012)
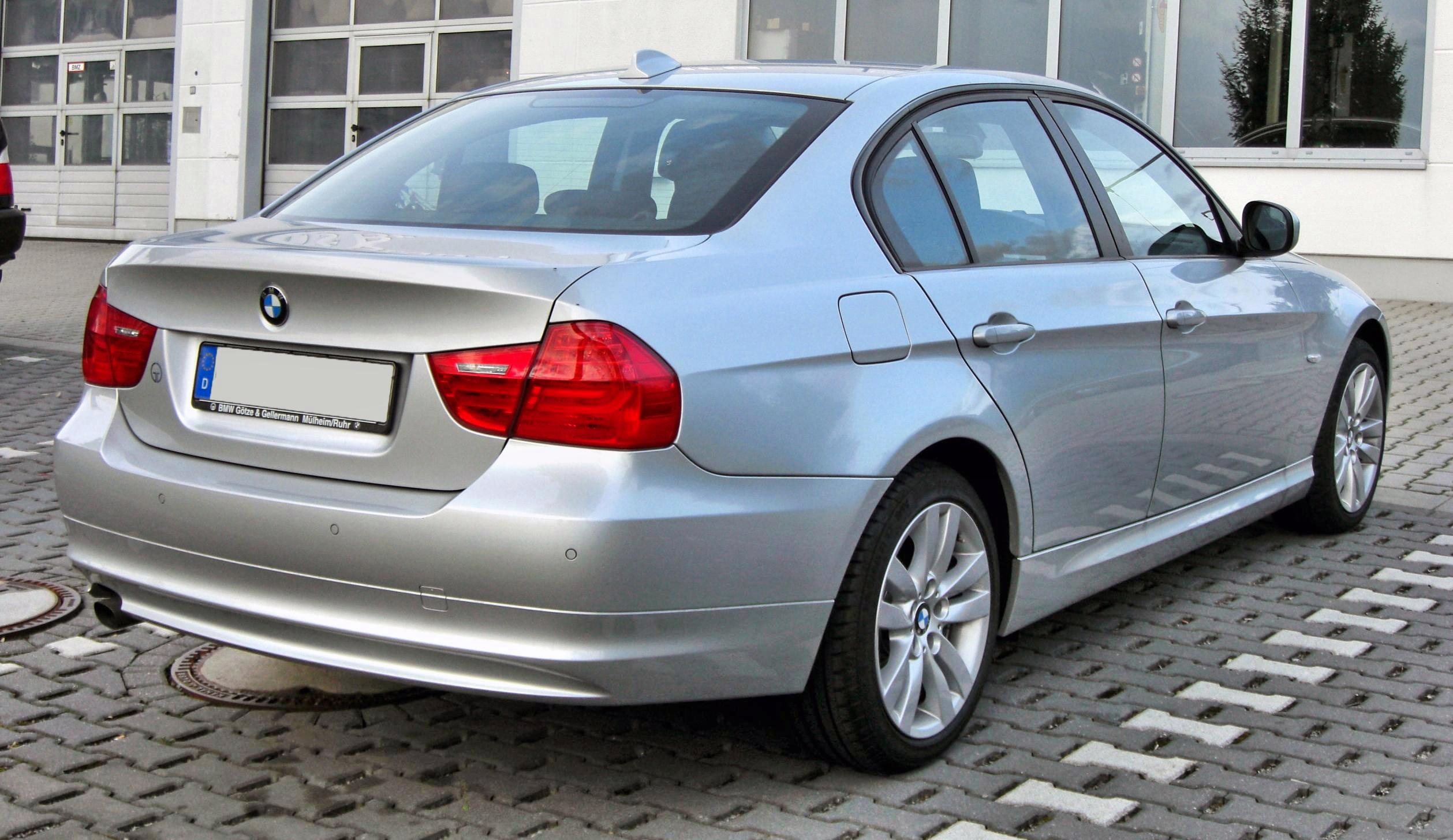
BMW E90 (2008–2012)
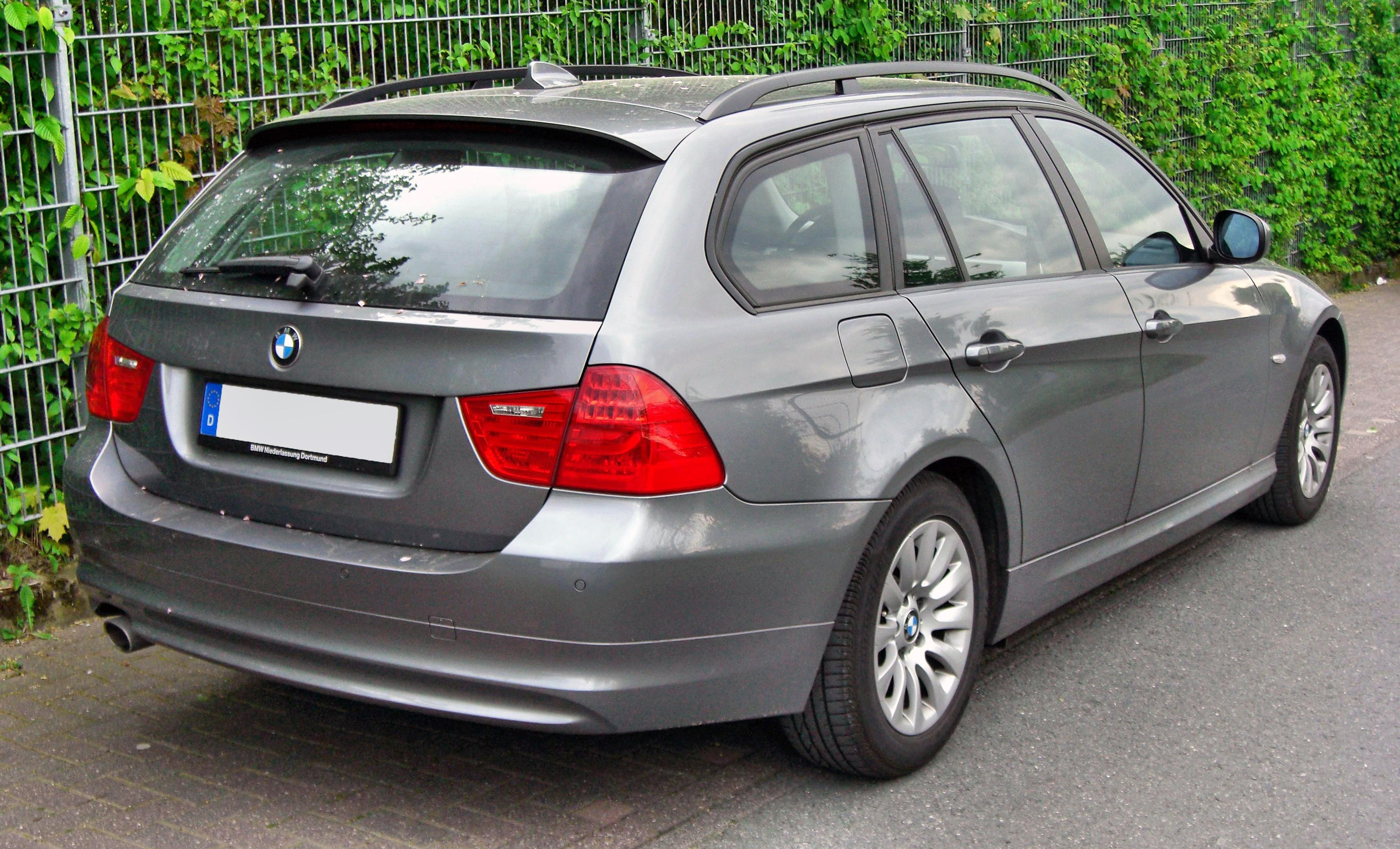
BMW E91 Touring (2008–2012)
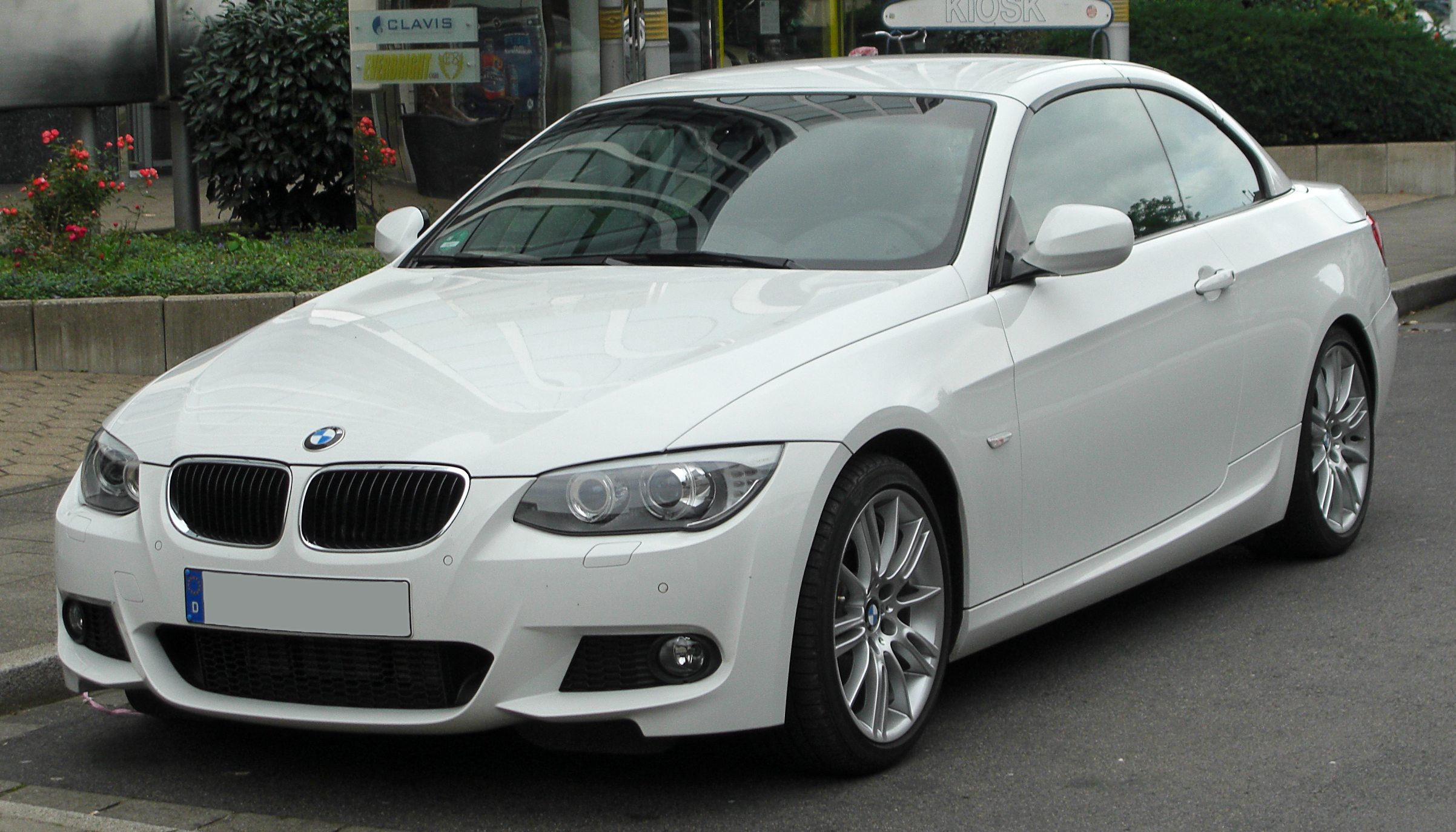
BMW E93 Cabriolet (2010–2013)

## Двигуни
Бензинові
- 1.6 L N43 I4 116 к.с.
- 1.6 L N45 I4 122 к.с.
- 2.0 L N43 I4 143/170 к.с.
- 2.0 L N45 I4 173 к.с.
- 2.0 L N46 I4 129-156 к.с.
- 2.5 L N52 I6 177-218 к.с.
- 3.0 L N52 I6 234/258 к.с.
- 3.0 L N53 I6 218/272 к.с.
- 3.0 L N54 turbo I6 306/340 к.с.
- 3.0 L N55 turbo I6 306 к.с.
- 4.0 L S65B40 V8 420 к.с. (M3)
- 4.4 L S65B44 V8 450 к.с. (M3 GTS)

Дизельні
- 2.0 L M47 turbo I4 122/163 к.с.
- 2.0 L N47 turbo I4 116-163 к.с.
- 3.0 L M57 turbo I6 197-286 к.с.
- 3.0 L N57 turbo I6 204/245 к.с.

## Оснащення
Усі моделі стандартно оснащувалися кондиціонером, чотирма електросклопідйомниками, радіо з CD, функцією MP3 і шістьма динаміками, бортовим комп’ютером і шестиступеневою механічною коробкою передач. Шестиступеневий автомат був доступний за доплату (стандарт для 335d).
З заходами BMW EfficientDynamics, введеними в поточну серію у вересні 2007 року, система старт-стоп використовувалася в чотирьох-циліндрових моделях з механічною коробкою передач.
Шестициліндрові моделі візуально відрізнялися від чотирьохциліндрових хромованими елементами (наприклад, вертикальні смуги в решітці радіатора та на віконній рамі; з березня 2009 року також доступні для чотирициліндрових моделей за додаткову плату), твін. -труба вихлопу і були оснащені активним круїз-контролем ACC (Active Cruise Control). Лише дві топові моделі 335i та 335d були обладнані вихлопною трубою з обох боків задньої частини автомобіля. Крім того, система ESP (Electronic Stability Control) на шестициліндрових моделях мала п’ять додаткових функцій (готовність до гальм, гальмування на сухому ходу, допомога при старті на підйомі, компенсація згасання та плавна зупинка).
З вересня 2008 року 320d також був доступний з xDrive (поряд із 330d, 325i, 330i та 335i). До кінця 2010 року він відповідав лише стандарту викидів Євро 4 (без xDrive: Євро 5). З початку 2011 року він відповідав стандарту викидів Євро 5.
Станом на березень 2010 року було доступно три моделі для седана та універсала.

## Продажі
| рік    | всього    | седан E90 | універсал E91 | Coupé E92 | кабріолет E93 |
| ------ | --------- | --------- | ------------- | --------- | ------------- |
| 2005   | 256,981   | 229,932   | 27,049        | -         | -             |
| 2006   | 463,820   | 336,232   | 105,483       | 22,105    | -             |
| 2007   | 555,135   | 310,194   | 102,399       | 89,572    | 52,970        |
| 2008   | 474,208   | 246,231   | 93,191        | 79,248    | 55,538        |
| 2009   | 397,103   | 219,850   | 84,601        | 54,852    | 37,800        |
| 2010   | 399,009   | 242,831   | 74,008        | 46,358    | 35,812        |
| 2011   | 384,464   | 240,279   | 72,054        | 39,332    | 32,799        |
| 2012   | 112,707   | -         | 59,144        | 29,525    | 24,038        |
| 2013   | 32,658    | -         | -             | 15,240    | 17,418        |
| всього | 3,076,085 | 1,825,549 | 617,929       | 376,232   | 256,375       |